# Zimiris
Zimiris là một chi nhện trong họ Gnaphosidae.